# Ипатий (Басо-Скоков)
Епископ Ипатий (в миру Ипполит Ипполитович Басо-Скоков; 1870, Логиновский Починок, Костромская губерния — 11 апреля 1922) — епископ Древлеправославной Церкви Христовой, епископ Ярославско-Вологодский и Олонецко-Архангельский.

## Биография
Биографические данные отрывочны. В 1903 году епископом Арсением (Шевцовым) был рукоположен в сан священника. Дата иноческого пострига неизвестна. Оставался при епископе Арсении до его смерти в 1908 году.
25 августа 1910 года решением Освященного Собора старообрядческих епископов священноинок Ипатий был избран епископом Восточно-Сибирской епархии, но рукоположен не был.
25 августа 1911 года решением Освященного Собора старообрядческих епископов избран епископом восстановленной Ярославской епархии в границах Ярославской, Вологодской, Олонецкой, Архангельской губерний. Приходов в епархии было немного, однако по территории она была очень обширна, что требовало длительных переездов.
6 ноября 1911 года на Рогожском кладбище в Москве хиротонисан во епископа Ярославско-Вологодский и Олонецко-Архангельского. Хиротонию совершили архиепископ Московский и всея Руси Иоанн (Картушин) и епископ Нижегородский Иннокентий (Усов).
Скончался 29 марта (11 апреля) 1922 года.